# Charlie Jade
Charlie Jade es el nombre de una serie de Ciencia ficción rodada principalmente en Ciudad del Cabo, Sudáfrica. Protagonizada por Jeffrey Pierce, en el papel de un detective que se descubre atrapado en un universo paralelo. Es una coproducción Canadiense-Sudafricana, rodada por CHUM Television y la sudafricana Industrial Development Corporation (IDC). Los efectos especiales fueron producidos por la compañía Cinegroupe, con sede en Montreal y dirigida por Michel Lemire. La serie empezó en el 2004 y fue retransmitida en Canadá por el canal Space. El estreno en este canal fue el 16 de abril de 2005 y actualmente es retransmitida en Europa del este, Francia, Italia, por SABC 3 en Sudáfrica, por Fox Japan (desde 30 de noviembre del 2006), y por AXN en Hong Kong. La serie se empezó a emitir en el Reino unido en octubre de 2007, por FX.

## Otras temporadas
Guiones de la segunda temporada de Charlie Jade han sido escritos, sin embargo, no se ha dado todavía el visto bueno para comenzar a rodar una segunda temporada. [cita requerida]

## Sumario del argumento
Hay tres universos paralelos, realidades alternativas:
- El Alphaverso, una visión ligeramente distópica de como nuestro futuro podría ser. Está dominada por cinco empresas multinacionales gigantes, la mayor de las cuales es la corporación llamada Vex-Cor.
- El Betaverso, que corresponde a nuestra realidad actual, "media hora en el futuro".
- El Gammaverso, una versión bastante idílica de nuestro mundo, como sería si los habitantes del planeta hicieran un uso más cuidadoso de sus recursos.

- Datos: Q2527056